# CV-320
La CV-320 es una carretera autonómica valenciana, competencia de la Generalidad Valenciana, que inicia su recorrido en Puzol y finaliza en Torres-Torres, atravesando el Puerto de Sagunto y Canet de Berenguer.

## Nomenclatura

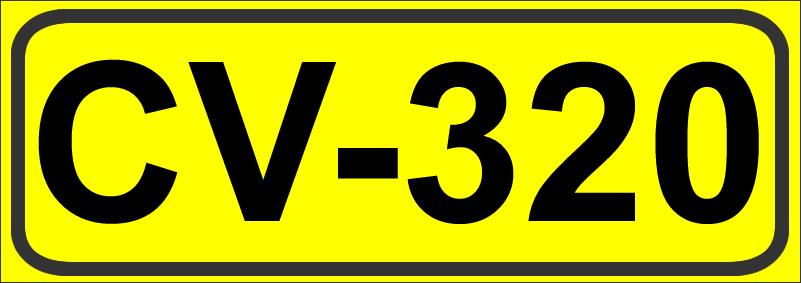
Indicador

La CV-320 pertenece a la red de carreteras de la Generalidad Valenciana. Su nombre viene de la CV (que indica que es una carretera autonómica de la Comunidad Valenciana) y el 320, es el número que recibe dicha carretera, según el orden de nomenclaturas de las carreteras de la Comunidad Valenciana.

## Historia
La CV-320 sustituye a las carreteras locales VV-6003, VV-6004, VV-7015, VV-7017 y la CV-309. En 1995 se inauguró el puente del río Palancia entre Cuart de les Valls y Torres-Torres evitando los frecuentes cortes de vía que se producían en época de lluvias.

## Trazado
La CV-320 inicia su recorrido en la población de Puzol, a continuación se dirige en dirección al Puerto de Sagunto aquí enlaza con la carretera de acceso al puerto comercial. A partir de aquí se desdobla y se convierte en una avenida que sirve de circunvalación al Puerto de Sagunto, enlaza con la antigua carretera N-237 que une Sagunto y Puerto de Sagunto. A continuación vuelve a ser carretera convencional y bordea la población de Canet de Berenguer. Continúa dirigiéndose hacia el interior cruzándose con la carretera N-340, bordea las poblaciones de Faura, Benifairó de los Valles, Cuartell y Cuart de les Valls. Finaliza su recorrido en el enlace con la N-234 en la población de Torres-Torres.
- Datos: Q5737602